# Нимравины
Нимравины (лат. Nimravinae) — подсемейство вымерших млекопитающих семейства кошкоподобных хищников нимравид или «ложных саблезубых тигров». Существовало на Земле с середины эоцена до конца миоцена (40,4—7,2 млн лет назад) в течение примерно 33,2 миллионов лет. Обитали на территории Северной Америки и Евразии.
Нимравины, распространившиеся в Северной Америке с эоцена по олигоцен были первыми проникшими туда кошкообразными хищниками.

## Роды
По данным сайта Paleobiology Database, на декабрь 2021 года подсемейство включают 10 вымерших родов:

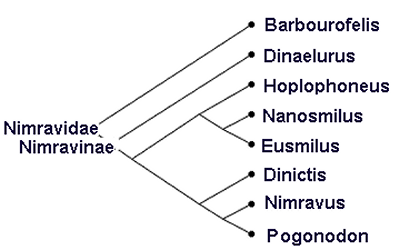
Кладограмма нимравид

- Dinictis
- Dinaelurus
- Dinailurictis
- Eofelis
- Eusmilus
- Hoplophoneini
- Nimravides
- Nimravus
- Pogonodon
- Quercylurus